# Peter Gojowczyk
Peter Gojowczyk (Dachau, 15 luglio 1989) è un ex tennista tedesco.

## Carriera
Il 15 luglio 2012 si aggiudica il torneo challenger di Ningbo battendo in finale Jeong Suk-Young con il punteggio di 6–3, 6–1.
Nel gennaio 2014, approda per la prima volta in carriera ad una semifinale di un torneo ATP a Doha. In tale circostanza batte, partendo dalle qualificazioni, nell'ordine: Abdulla Al-Jufairi, Jan-Lennard Struff, Blaž Kavčič, Dominic Thiem, Philipp Kohlschreiber e Dustin Brown prima di arrendersi al numero uno al mondo Rafael Nadal.
Nell'aprile del 2014 debutta con la Germania in Coppa Davis nell'incontro dei quarti di finale del World Group in Francia, cogliendo un sorprendente successo contro Jo-Wilfried Tsonga per 7–5, 6(3)–7, 6–3, 6(8)–7, 6–8 e portando la Germania sul 2–0. Si trova poi a disputare il quinto e decisivo incontro per l'accesso alla semifinale, ma viene sconfitto in tre set da Gaël Monfils.
Inizia il 2020 al Challenger di Canberra venendo eliminato in 2 set da Philipp Kohlschreiber (5–7,4–6) negli ottavi di finale. Partecipa poi alle qualificazioni dell'Australian Open ottenendo l'accesso al tabellone principale battendo Thiago Seyboth Wild, Blaz Kavcic e infine Costant Lestienne. Nel tabellone principale batte al primo turno il qualificato Christopher Eubanks prima di soccombere in 4 set a Pablo Carreño Busta. Si ritira a fine 2023.

## Statistiche

### Singolare

#### Vittorie (1)
| Legenda              |
| Grande Slam (0)      |
| ATP Finals (0)       |
| ATP Masters 1000 (0) |
| ATP Tour 500 (0)     |
| ATP Tour 250 (1)     |

| N  | Data              | Torneo             | Superficie  | Avversario in finale | Punteggio |
| 1. | 24 settembre 2017 | Moselle Open, Metz | Cemento (i) | Benoît Paire         | 7–5, 6–2  |

#### Finali perse (2)
| Legenda              |
| Grande Slam (0)      |
| ATP Finals (0)       |
| ATP Masters 1000 (0) |
| ATP Tour 500 (0)     |
| ATP Tour 250 (2)     |

| N  | Data             | Torneo                                                        | Superficie  | Avversario in finale | Punteggio |
| 1. | 25 febbraio 2018 | Delray Beach International Tennis Championships, Delray Beach | Cemento     | Frances Tiafoe       | 1–6, 4–6  |
| 2. | 26 maggio 2018   | Geneva Open, Ginevra                                          | Terra rossa | Márton Fucsovics     | 2–6, 2–6  |

## Tornei Minori

### Singolare

#### Vittorie (13)
| Legenda tornei minori |
| Challenger (5)        |
| Futures (8)           |

| N. | Data              | Torneo                                       | Superficie | Avversario in finale | Punteggio   |
| 1. | 15 settembre 2012 | Ningbo Challenger, Ningbo                    | Cemento    | Jeong Suk-Young      | 6–3, 6–1    |
| 2. | 26 gennaio 2014   | Heilbronn Open, Heilbronn                    | Cemento    | Igor Sijsling        | 6–4, 7–5    |
| 3. | 9 settembre 2014  | Slovak Open, Bratislava                      | Cemento    | Farrukh Dustov       | 7–6(2), 6–3 |
| 4. | 20 settembre 2015 | China International Nanchang, Nanchang       | Cemento    | Amir Weintraub       | 6–2, 6–1    |
| 5. | 8 gennaio 2017    | Onkaparinga Challenger, Città di Onkaparinga | Cemento    | Omar Jasika          | 6–3, 6–1    |

#### Sconfitte (7)
| Legenda tornei minori |
| Challenger (4)        |
| Futures (3)           |

| N. | Data             | Torneo                               | Superficie  | Avversario in finale | Punteggio        |
| 1. | 24 agosto 2011   | Internazionali di Manerbio, Manerbio | Terra rossa | Adrian Ungur         | 6–4, 6(4)–7, 2–6 |
| 2. | 9 settembre 2012 | Shanghai Challenger, Shanghai        | Cemento     | Lu Yen-hsun          | 5–7, 0–6         |
| 3. | 28 luglio 2013   | Oberstaufen Cup, Oberstaufen         | Terra rossa | Guillaume Rufin      | 3–6, 4–6         |
| 4. | 5 febbraio 2017  | Open Quimper, Quimper                | Cemento     | Adrian Mannarino     | 4–6, 4–6         |

### Doppio

#### Vittorie (1)
| Legenda tornei minori |
| Challenger (0)        |
| Futures (1)           |

| N. | Data              | Torneo                  | Superficie | Partner      | Avversari in finale                     | Punteggio           |
| 1. | 20 settembre 2008 | Thailand F6, Nonthaburi | Cemento    | Lee Hsin-Han | Patrick Eichenberger Harshana Godamanna | 4–6, 7–6(1), [11–9] |

#### Sconfitte (6)
| Legenda tornei minori |
| Challenger (2)        |
| Futures (4)           |

| N. | Data           | Torneo                                      | Superficie  | Partner           | Avversari in finale                     | Punteggio |
| 1. | 31 marzo 2013  | San Luis Potosí Challenger, San Luis Potosí | Cemento     | Marco Chiudinelli | Marin Draganja Adrián Menéndez Maceiras | 4–6, 3–6  |
| 2. | 12 luglio 2015 | Internazionali Città di Todi, Todi          | Terra rossa | Andreas Beck      | Flavio Cipolla Máximo González          | 4–6, 1–6  |